# Ivànkiv
Ivànkiv (en ucraïnès Іванків, en rus Иванков) és una vila que es troba al nord de la província de Kíev, a Ucraïna. El 2016 tenia 10.424 habitants. La vila es troba a 52 km al sud de la central nuclear de Txernòbil, a 20 km de la zona més afectada. Com a resultat, Ivànkiv no es veié afectada per l'accident de Txernòbil, al contrari que altres localitats com Poliske o Prípiat. Tanmateix, es decidí crear una carretera de circumvalació a l'oest de la localitat per evitar escampar la pols radioactiva a les àrees residencials.